# Трети свят
Термините Първи свят, Втори свят и Трети свят могат да се използват за разделяне на нациите по света в три големи категории. Понятието Трети свят е въведено в научната терминология от френския социолог и демограф Алфред Сови (Alfred Sauvy) през 1952 г., когато говори за бившите колонии, придобили независимост в резултат на разпадането на колониалната система. През 1956 г. терминът вече придобива гражданственост. По-късно Третият свят става синоним за страните, които не са свързани нито със Запада, нито със Съветския блок по време на Студената война.
Днес Третият свят често се използва, за да се обозначат нации с нисък индекс на човешко развитие (ИЧР), независимо от тяхната политическа система (което означава, че страни като КНР или Куба, тясно свързани по времето на Студената война, често се наричат Трети свят). Според индексът на Международният валутен фонд България също е сред развиващите се страни. Все пак няма точно определение за Третия свят или за „Страни от Третия свят“, терминът се използва в най-широк смисъл. В академичните среди се смята, че терминът е остарял, колониален и неточен, но неговата употреба продължава. Като цяло страните от Третия свят не са толкова индустриализирани и технологично развити, както страните от ОИСР, и затова в академичните среди те се наричат „развиващи се страни“.
Терминът Четвърти свят (най-слабо развити страни) се използва от някои автори, когато говорят за най-бедните страни от Третия свят, които нямат производствена инфраструктура и средства да я създадат. Също така най-често терминът се употребява за слаборазвити малцинствени групи или други потиснати малцинства от Първия свят.